# Teatro Municipal de Trujillo
El Teatro Municipal de Trujillo es un teatro situado en el centro histórico de Trujillo, Perú. Tiene un aforo de 408. Fue adquirido por la comuna el 10 de enero de 1876. En 1910 se incendió producto del estallido de una máquina de proyección de cine. Cuenta con una sede administrativa, sala de piano y sala de ballet.

## Incendio de 1910
El 21 de febrero de 1910 será recordado siempre como una fecha fatídica dentro de la historia trujillana. El Teatro Municipal de Trujillo fue reducido a escombros por un gigantesco incendio que terminó por enlutar a la ciudad entera y al país en general.
Corría las 11:30 minutos de la noche cuando terminaba por proyectarse la función del biógrafo Reuter, las peticiones del público no se hicieron esperar, otra, otra, se escuchaba en todas las plateas; nadie parecía prever que aquella petición haría calentar el proyector e iniciaría una gran explosión. Esta explosión vendría seguida de una enorme llamarada en el palco número 7, situado justo al frente del escenario.
Tal como informa el diario La Industria de la época, las llamas alcanzaban hasta 6 metros de longitud, se dirigían sobre los palcos y galerías ubicadas en la parte izquierda de la entrada incendiando rápidamente todo lo que se encontrara a su paso. La cazuela se convirtió en un verdadero infierno. El fuego abrazó la única salida de esa sección, ocasionando que las personas que allí se encontraban decidieran lanzarse por los palcos piso abajo, fracturándose el cráneo o muriendo por la asfixia.
La voz de alerta no se hizo esperar, sonaron las campanas de la catedral, las aguas de la acequia que atravesaban las dos cuadras de Colón fueron desviadas para apagar el incendio, los vecinos provistos de baldes intentaban apagar el fuego desde las casas aledañas.
El fuego formaba una hoguera terrible al interior, el teatro rápidamente empezó a derrumbarse, empezando desde la puerta de la platea hasta el fondo del proscenio.
Este trágico evento dejó un saldo de 54 muertos, al igual que la destrucción total del teatro, el cual demoraría 13 largos años en ser reconstruido. El incendio del teatro conmocionó a toda la sociedad trujillana de la época, se abrieron investigaciones al representante del biógrafo Reuter, así como acusaciones contra el Alcalde y el Inspector de Espectáculos, las cuales quedaron desestimadas.
La tragedia ocurrida en la ciudad terminó por generar una convulsión social, colectas masivas en la ciudad y al interior del país, las cuales fueron rápidamente acogidas. El debate sobre la creación de la compañía de bomberos, así como la creación de un monumento en honor a las víctimas y la reconstrucción del Teatro fueron las primeras medidas a tomar.
La destrucción del teatro municipal traería consigo grandes cambios en la ciudad como la creación de nuevos espacios para el desarrollo de diversiones públicas.
La Reconstrucción del Teatro Municipal
Tras la pérdida del recinto cultural la municipalidad constituiría una comisión reconstructora del Teatro presidida por el prefecto del departamento, así mismo, en distintos momentos por los señores José María Fernández, doctor Elías Iturri, señor Alfonso Carrillo, doctor Jesús Elías Lizarzaburu, señor Ramón Moreno y la enorme labor del señor Enrique C. Marquina, quien fue el artífice de la ley que preveo el dinero para la obra. Cabe resaltar que la reconstrucción del teatro municipal tardaría 13 años, sería recién en 1923 cuando en el marco del centenario de la independencia el teatro volvería abrir sus puertas.
El proyecto de reconstrucción estuvo a cargo del arquitecto Daniel Guerra, quien fue el artífice y artista de tan enorme tarea. Una de las primeras noticias sobre la reinauguración del teatro municipal fue la que nos presenta el diario la Industria el 2 de julio de 1923, en ella nos da cuenta sobre los preparativos para el estreno del nuevo teatro. Según el mismo, la función inaugural merecía un espectáculo “de mayor lastre espiritual, un concierto, por ejemplo, la contratación de la Compañía Argentina”. Por otra parte, el diario señala que la comisión de reconstrucción había decidió optar por la contratación de la Compañía Nacional, quienes serían los encargados de la apertura el recinto cultural. 
Finalmente, el estreno del teatro municipal se daría el viernes 12 de octubre de 1923 con una enorme concurrencia de público y altas familias de la época. De acuerdo con la información proporcionada por el diario la industria: “la inauguración del teatro municipal revistió ayer extraordinaria solemnidad. Todo el Trujillo social estuvo reunido y enmarcó el acto brillante. La inauguración empezó a las seis de la tarde aproximadamente, el teatro municipal estuvo totalmente iluminado gracias al apoyo de la compañía eléctrica de la ciudad. Un telón de felpa granate cubría todo el escenario; este no se levantaría hasta las 7 de la noche, hora en que daría inicio la ceremonia de estreno.